# 圣埃夫尔圣殿
圣埃夫尔圣殿（法語：Basilique Saint-Epvre，法語發音：[sɛ̃.t‿ɛvʁ]）是一座罗马天主教宗座圣殿，位于法国默尔特-摩泽尔省南锡老城的圣埃夫尔广场（place Saint-Epvre），新哥特风格，高87米，建于1864-1874年。

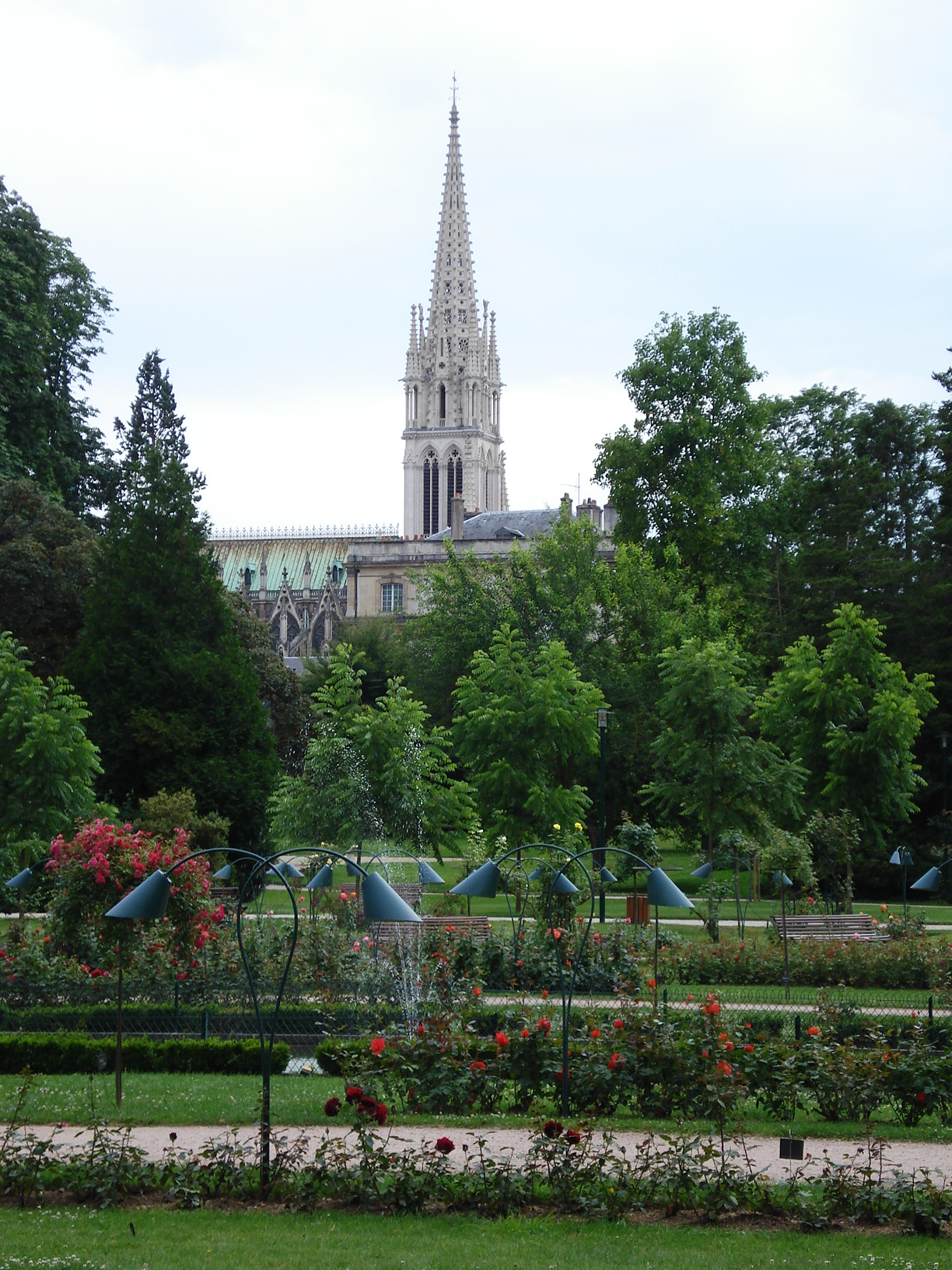

1874年11月26日，教宗庇护九世将该堂升格为宗座圣殿 。
1999年，圣埃夫尔圣殿被列为法国历史古迹 。

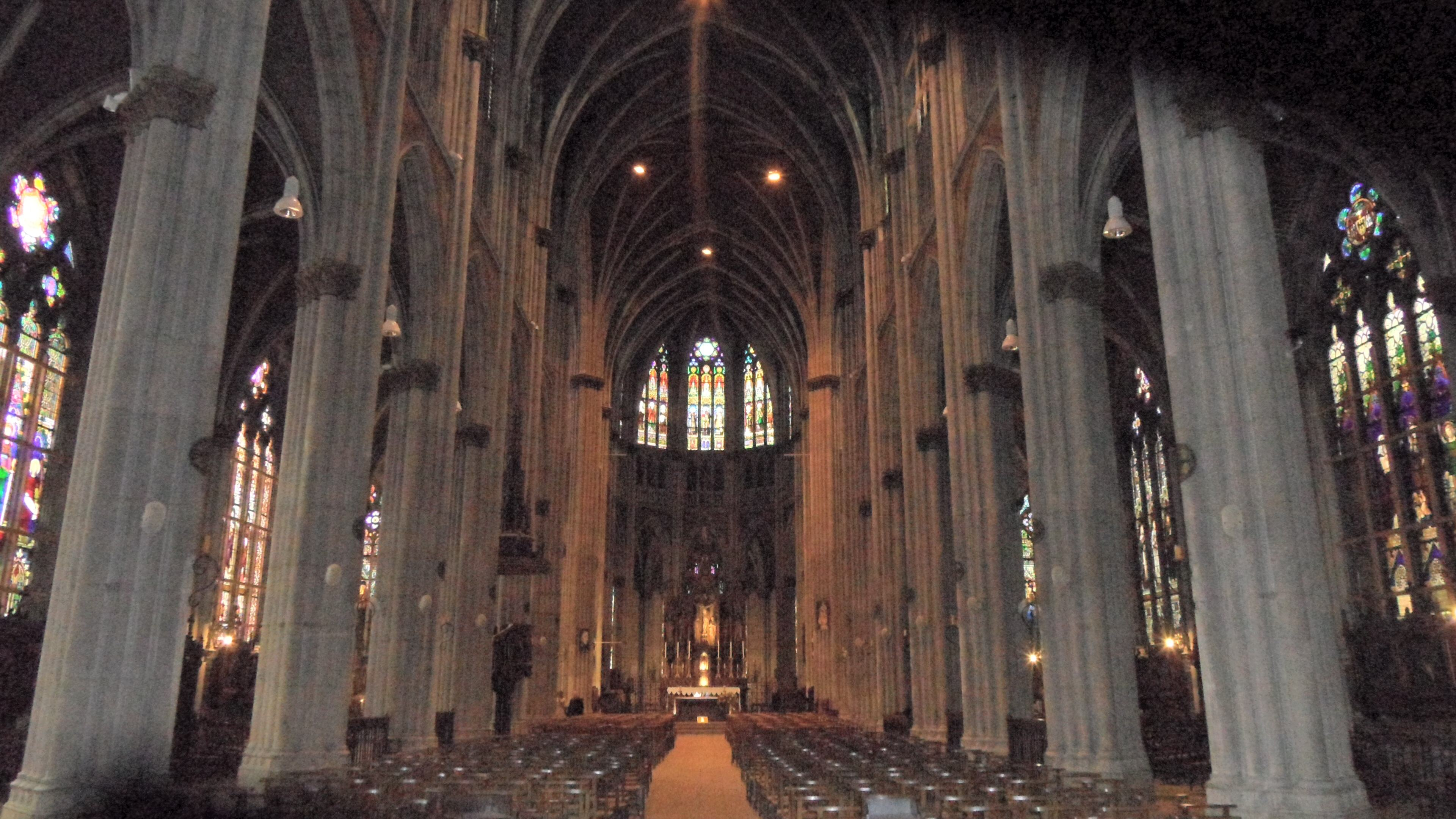
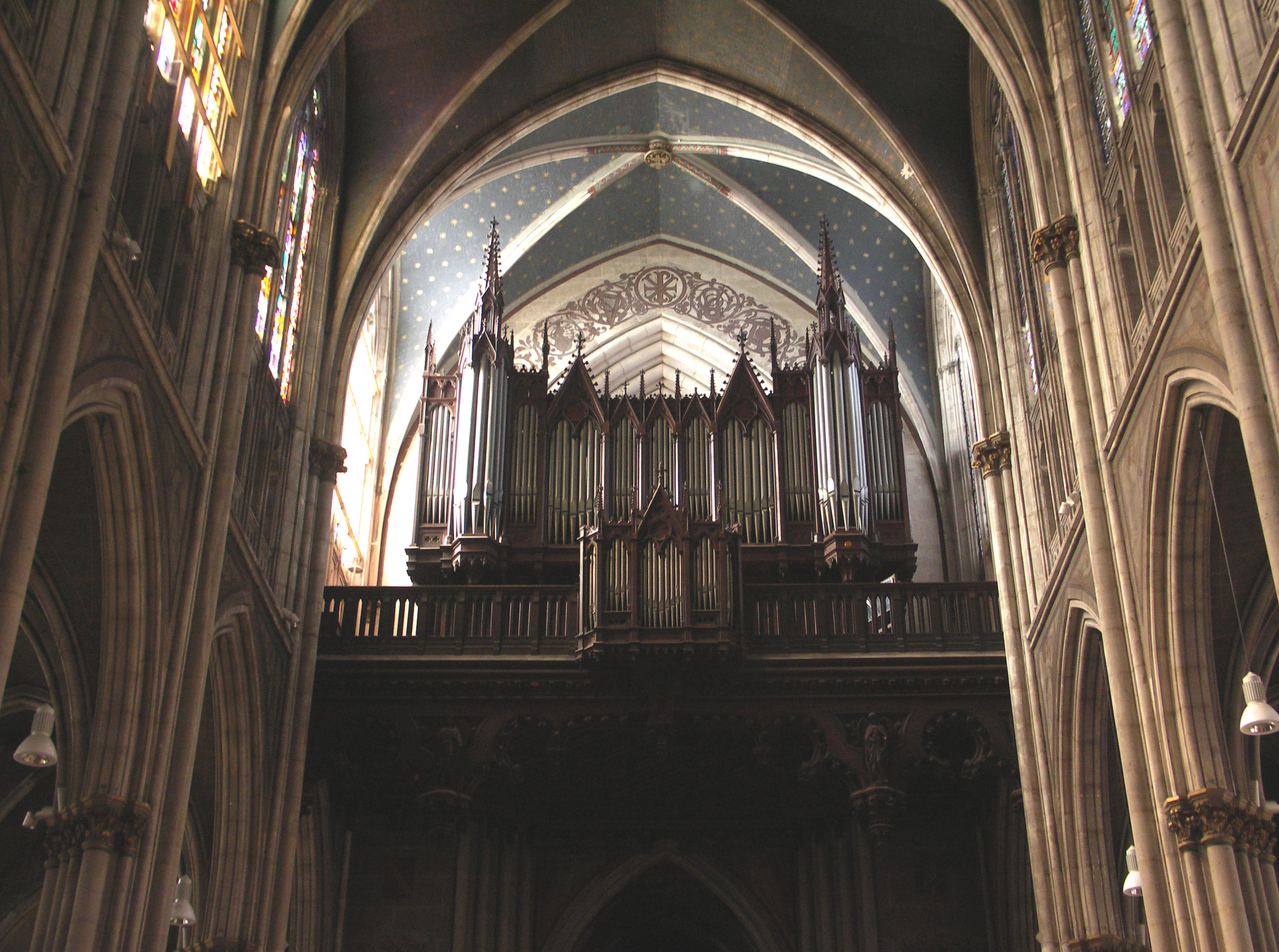
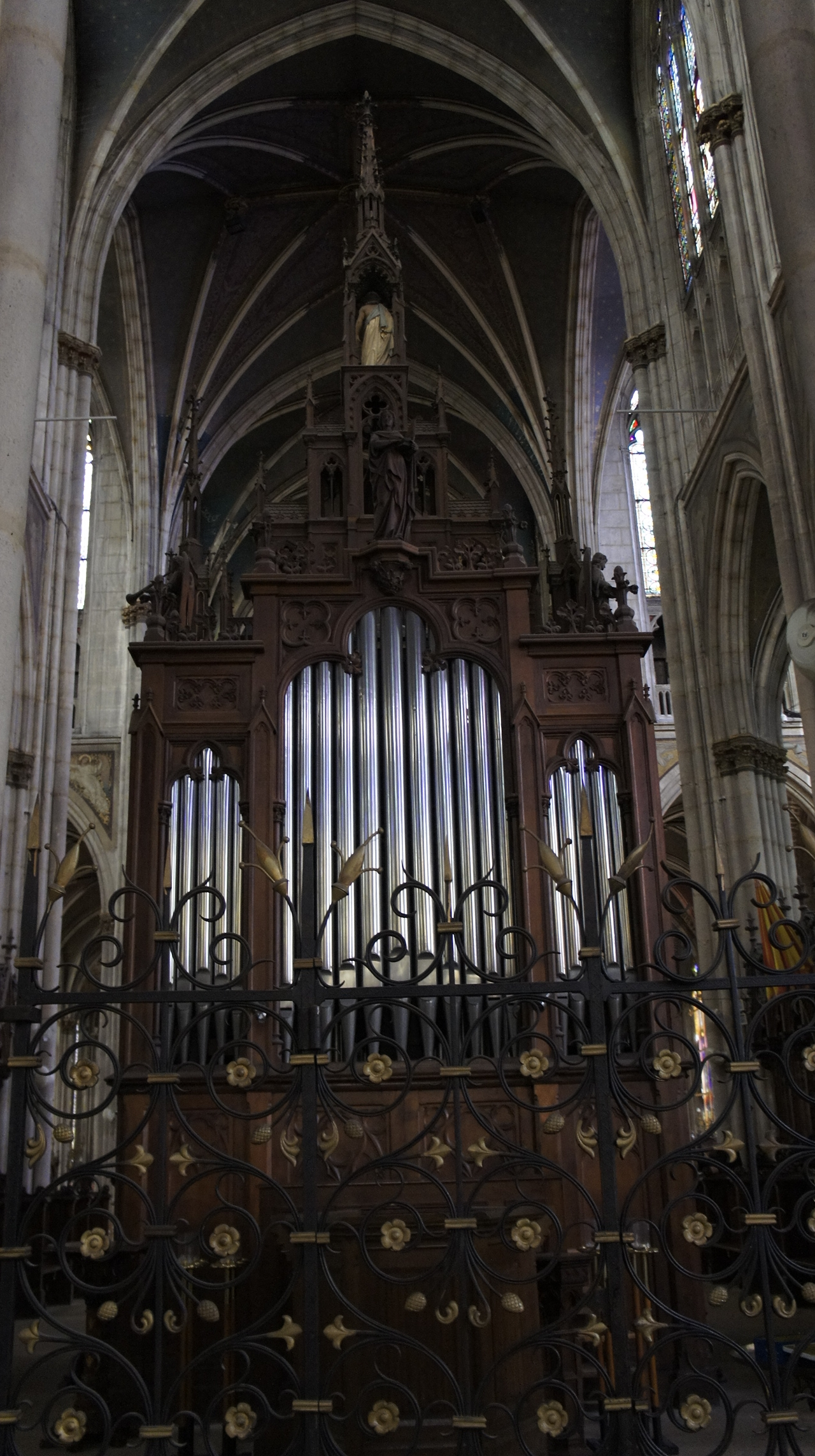
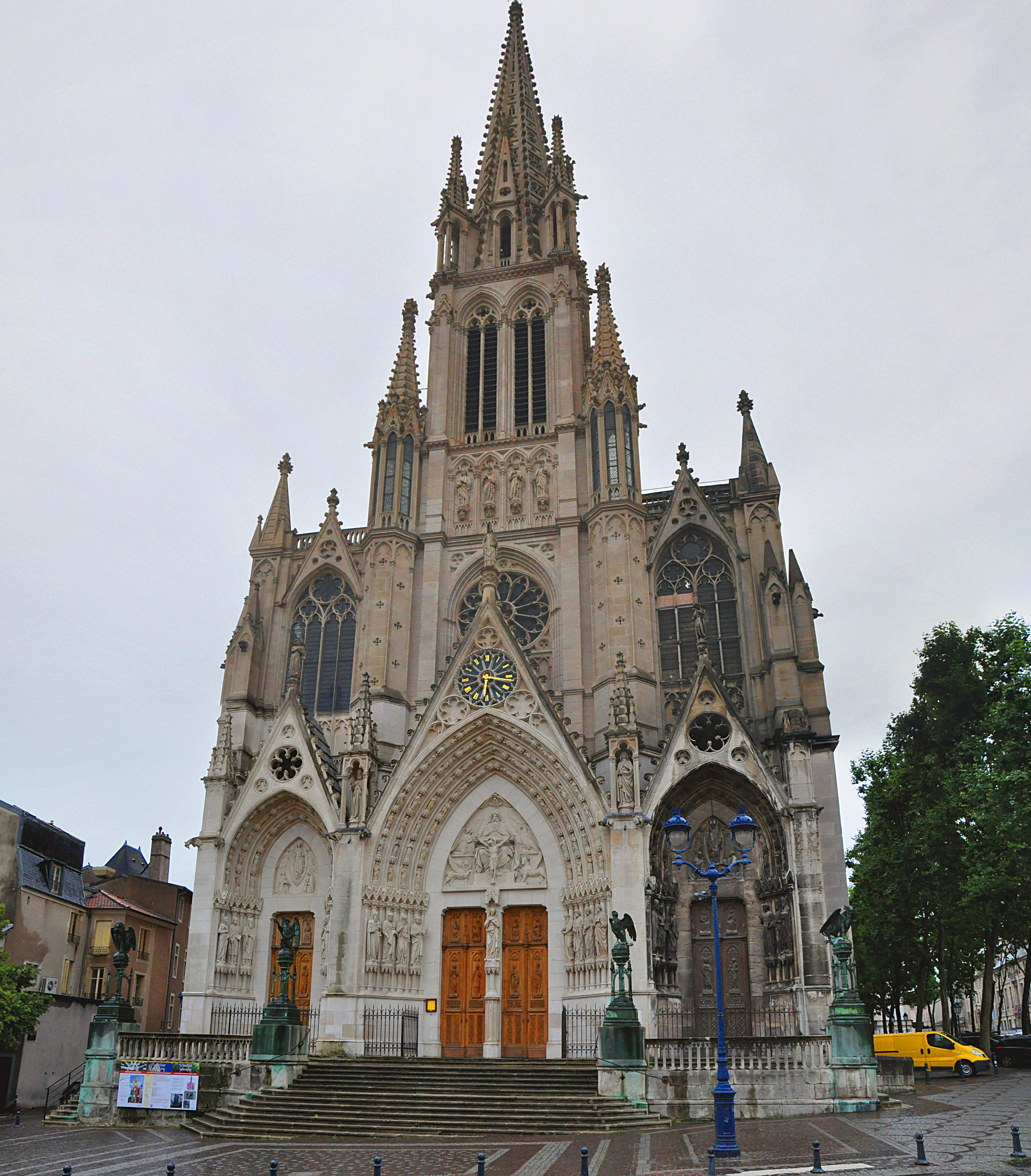
Façade, 2014
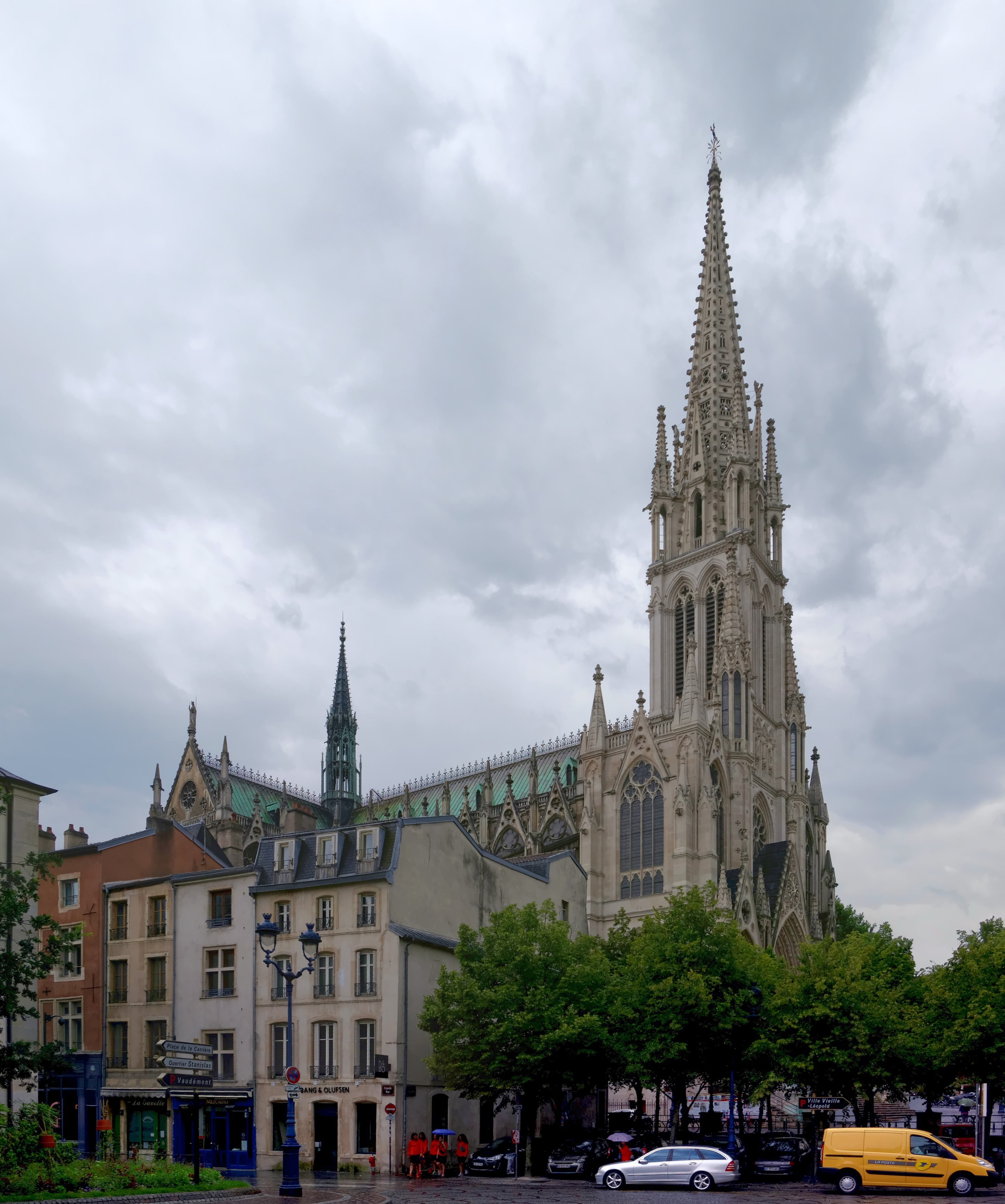
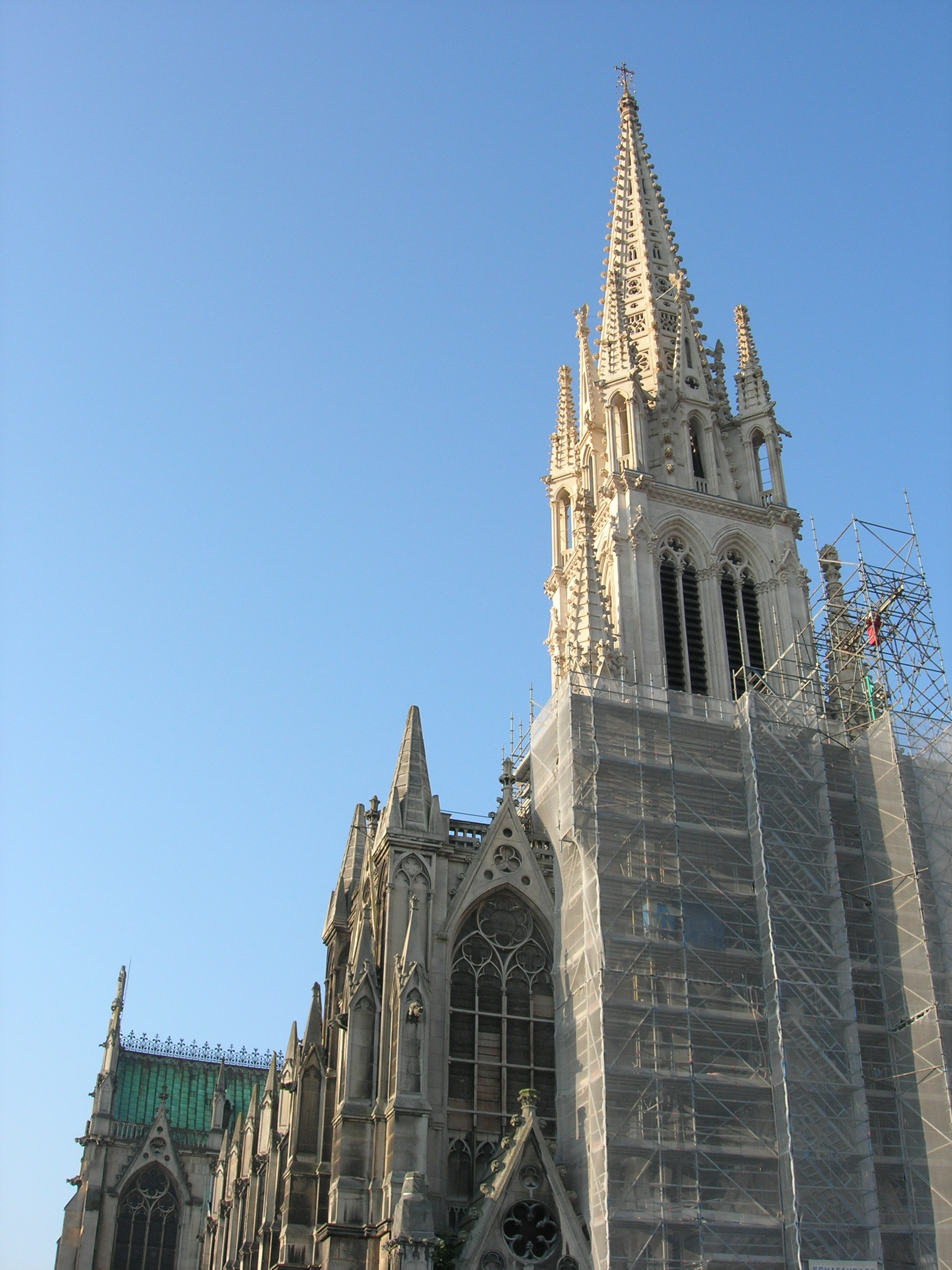
Travaux en 2008.
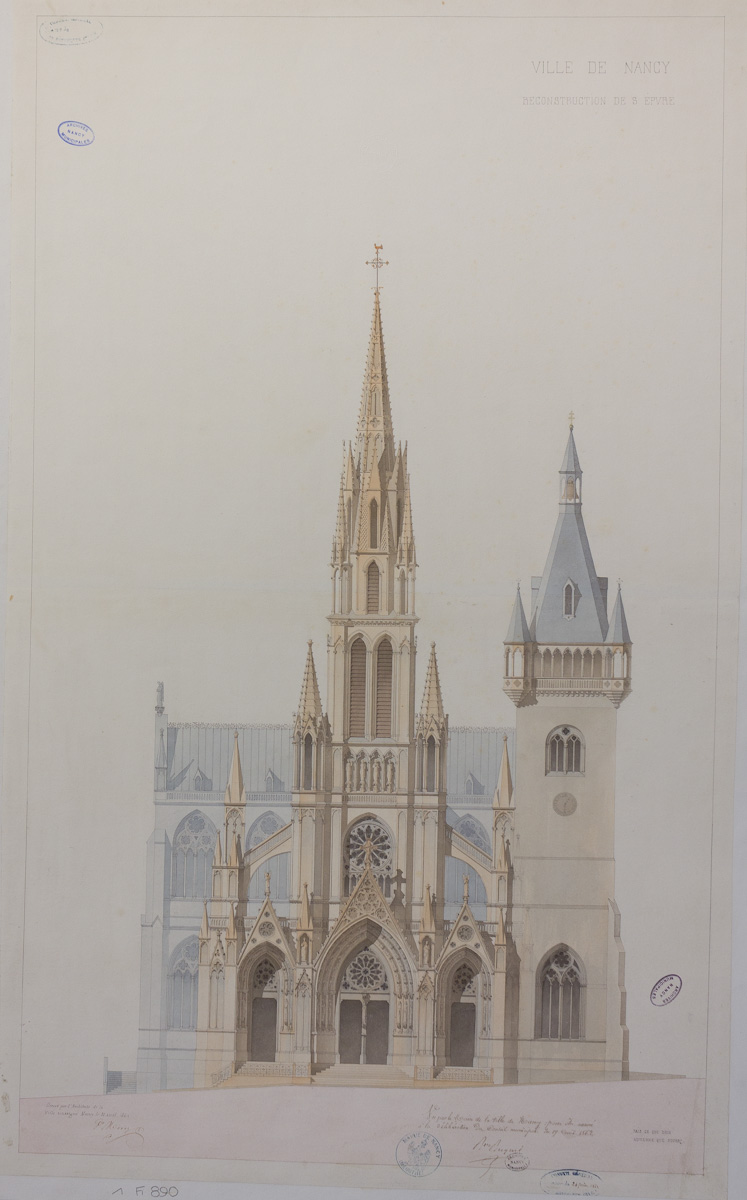